# Höchster Stadtbrand
Als Höchster Stadtbrand werden zwei Stadtbrände in der Geschichte der Stadt Höchst am Main bezeichnet.

## Der Große Stadtbrand von 1586
Der erste Große Stadtbrand ereignete sich am 10. Dezember 1586. Das Diarium des Antoniterklosters Höchst vermerkt:
1586 Högst gebrandt in Vigilia Damasi; war der Main gefroren stundt 5 wochen zu. (Dia. Ant. 63r)

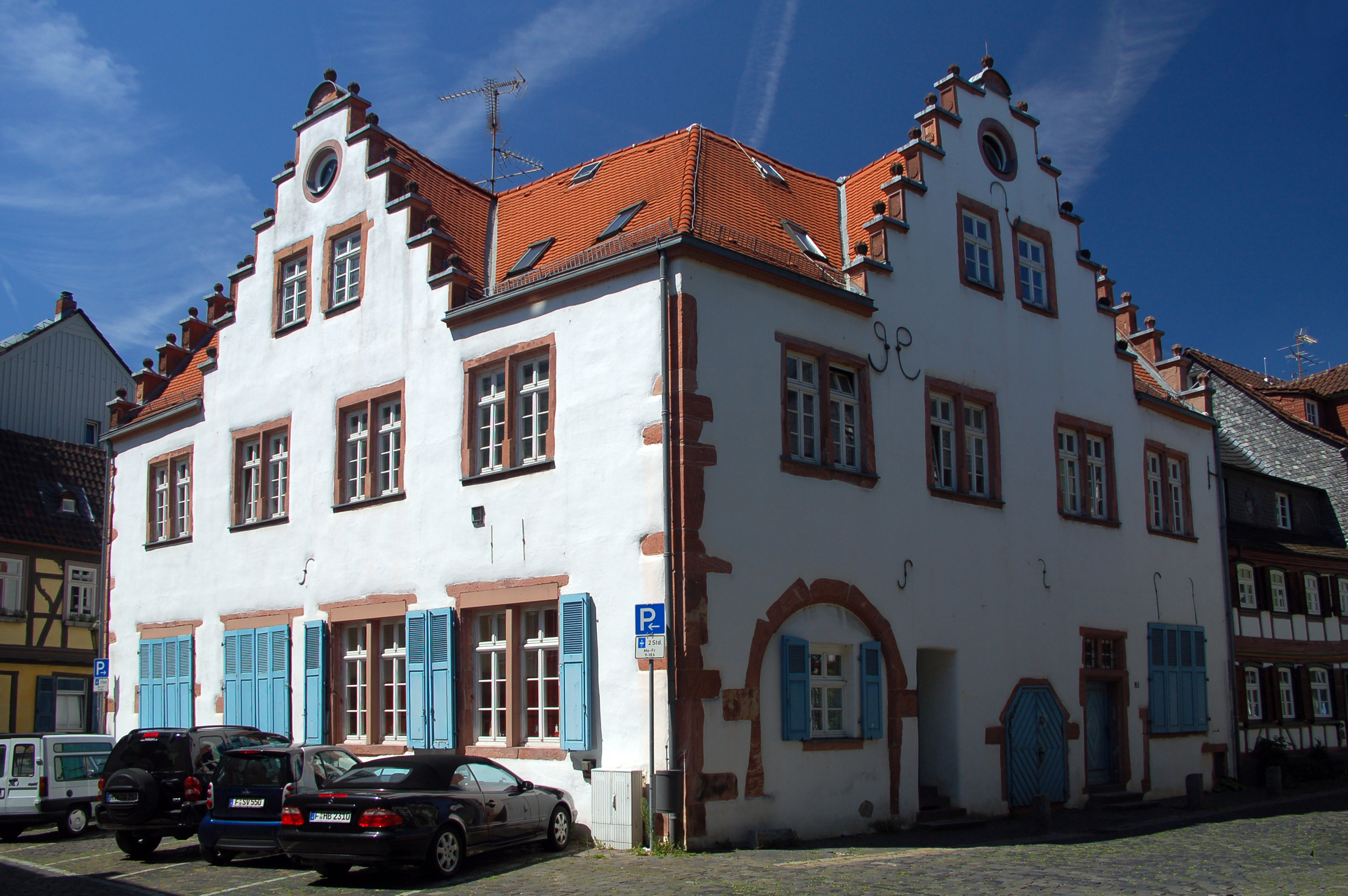
Das Höchster Rathaus von 1594/1595

Von geschätzten 100 Haushaltungen zu dieser Zeit verbrannten 56 Häuser und 23 Scheunen. Das „Specht“ oder „Untertor“ genannte westliche Stadttor Richtung Mainz und das Rathaus wurden ebenfalls zerstört. Erhalten blieben nur Häuser mit steingemauertem Erdgeschoss wie das Dalberger Haus, das Kronberger Haus und das Haus „Zum Anker“ sowie Häuser in der Nähe des Löschwasserteichs Wed (Weth).
Der Brand bedeutete für die Kleinstadt einen erheblichen wirtschaftlichen Schaden, und so bat der damalige Höchster Amtmann Hartmuth von Kronberg das Mainzer Domkapitel um finanzielle Zuwendung. Die Landesherrschaft gewährte im Januar 1587 ein langfristiges zinsloses Darlehen an die Höchster Bürger zum Wiederaufbau ihrer Häuser mit der Begründung, „dieweil an dem Ort nicht wenig gelegen, auch schimpflich erscheinen würde, solchen allso wüst und ohngebaut liegen zu lassen.“
Der in Höchst ansässige Schweizer Baumeister Stupanus begann 1587 mit dem Wiederaufbau und gleichzeitig der Erweiterung des Untertors. Auch das Rathaus wurde zwischen 1594 und 1595 durch Stupanus neu errichtet. Die meisten Häuser waren bereits um 1590 wieder aufgebaut, wenn auch aus wirtschaftlichen Gründen bescheidener als vor dem Brand. Die Wed, der Löschwasserteich, der sich als zu klein für die Brandbekämpfung erwiesen hatte, wurde 1599 vergrößert.

## Der zweite Stadtbrand von 1778

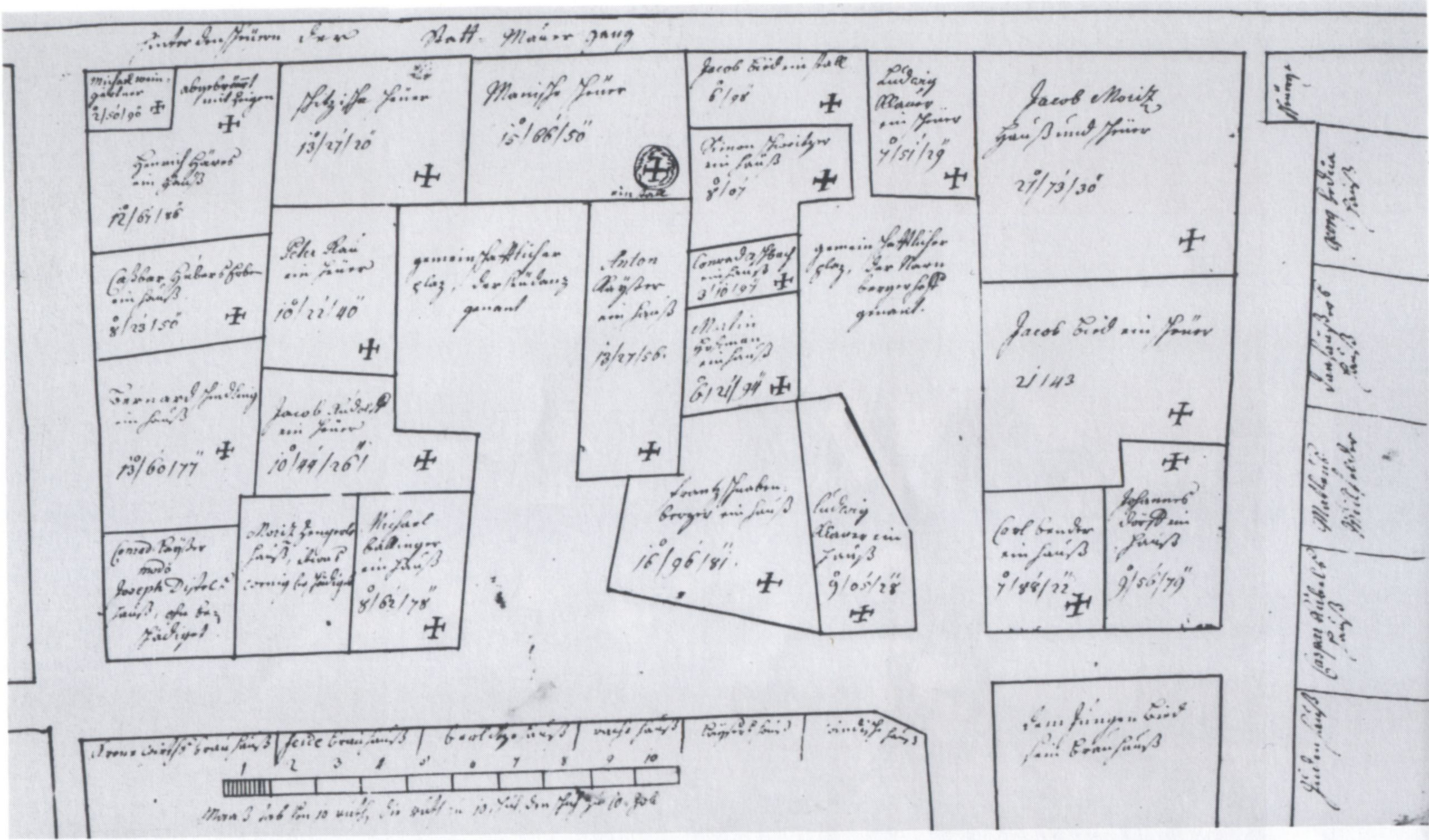
Brandschadensaufnahme in der Höchster Altstadt zwischen Albanusstraße und Kronengasse von 1779

Am 24. September 1778 ereignete sich nachts um 2 Uhr der zweite Große Stadtbrand. Im Bereich zwischen Kronengasse, Alt-Höchst, Albanusstraße und der nördlichen Stadtmauer verbrannten 15 Häuser und 7 Scheunen sowie weitere 5 Häuser mit Ställen und Scheunen. Der Sachschaden belief sich auf 26.712 Gulden nach damaliger Währung.
Im Rahmen der Stadtentwicklungspläne des kurz zuvor verstorbenen Kurfürsten Emmerich Joseph von Breidbach zu Bürresheim für Höchst erfolgte in den folgenden zwei Jahren eine planvolle Umgestaltung und Sanierung des zerstörten Stadtbereichs. Die mittelalterliche Gassenstruktur wurde zugunsten einer gradlinigen Führung und einer Trennung der Wohnhäuser von den Scheunen und Stallungen aufgegeben.
Allerdings fielen die Sanierung und der Wiederaufbau wesentlich bescheidener aus als die Bauvorhaben in der Neustadt, da die vom Brandschaden betroffenen Bürger aus Spenden und Zuwendungen durch das Erzbistum nur ca. ein Sechstel der Schadenssumme als Ersatz bekamen. Die Spendensumme betrug nach Abzug der Kosten 3077 Gulden, vom Erzbischof kamen noch einmal 1000 Reichstaler Zuschuss und verbilligtes Bauholz hinzu. Das Angebot, in der gerade entstehenden Neustadt zu siedeln, lehnten allerdings alle Betroffenen bis auf zwei Bürger aus finanziellen Gründen ab – ein Bauvorhaben dort war für sie unerschwinglich.
Der Stadtbrand von 1778 markiert auch noch eine weitere Wende in der Höchster Geschichte. Da der Erzbischof 1779 gestattete, die Stadtmauer als Außenmauer für die neuen Stallungen und Scheunen zu benutzen, bedeutete dies das Ende der Stadtmauer als Verteidigungsanlage der Stadt.